# Pygmalion-effect
Het pygmalion-effect, ook wel het rosenthal-effect genoemd, is een fenomeen dat in het onderwijs kan worden geobserveerd en sluit aan bij de selffulfilling prophecy van Robert K. Merton. Het effect houdt in dat leraren, soms onbewust, verwachtingen hebben van bepaalde leerlingen. Met deze verwachtingen sturen ze impliciet de prestaties van leerlingen. Deze sturing kan zowel in positieve zin: hoge verwachtingen leiden tot betere prestaties als in negatieve zin: lage verwachtingen leiden tot slechtere prestaties. De sturing in negatieve zin wordt ook wel het golem-effect genoemd. De verwachtingen van leraren zijn dus essentieel voor de prestaties van leerlingen.

## Etymologie
De naam Pygmalion verwijst naar een Griekse mythe, waarin prins Pygmalion een standbeeld van zijn ideale vrouw maakte uit ivoor. De prins werd verliefd op het standbeeld, omdat dit zo perfect was. Uiteindelijk werd het standbeeld door Aphrodite (godin van de liefde) tot leven gebracht. De naam Pygmalion verwijst ook naar het bekende, gelijknamige toneelstuk van George Bernard Shaw, waarin een bloemenverkoopstertje leert praten als een dame. De kern hiervan is dat mensen met geloof en inzet een ander kunnen veranderen.

## Oorsprong

#### Onderzoek van Rosenthal-Jacobson
Het effect is voor het eerst beschreven door Robert Rosenthal en Leonore Jacobson aan de hand van een experiment. In dit experiment werden vijf willekeurige kinderen uit een klas geselecteerd. Vervolgens vertelden de onderzoekers de leerkracht dat ze een intelligentieonderzoek hadden uitgevoerd en dat deze vijf leerlingen laatbloeiers waren. De onderzoekers kwamen aan het eind van het schooljaar weer terug en namen bij de hele klas een intelligentietest af. De leerlingen die aangewezen waren als laatbloeier bleken de meeste vooruitgang te hebben geboekt gedurende het schooljaar. Rosenthal en Jacobson gingen er hierbij vanuit dat jonge kinderen gevoeliger waren voor het pygmalion-effect. Hierdoor heeft lang het misverstand bestaan dat het pygmalion-effect slechts voor kinderen in een onderwijssituatie gold.

#### Legerstudie van Eden en Shani
In hun experiment probeerden Eden en Shani aan te tonen dat het pygmalion-effect ook van toepassing is op volwassenen en in andere situaties. Het experiment bestond uit 105 soldaten die een 15-weekse training zouden krijgen. Op basis van een aantal tests werden hun capaciteiten berekend. Vervolgens werden de soldaten willekeurig, dus ongeacht hun capaciteiten, ingedeeld in een hoge, gemiddelde of onbekende groep. De trainers moesten de namen en verwachte capaciteiten uit hun hoofd leren. Na de training werd getest hoe de soldaten hadden gepresteerd. De soldaten die in de hoge groep waren ingedeeld, presteerden veruit het beste. De soldaten uit de gemiddelde groep het slechtste en de soldaten uit de onbekende groep scoorden gemiddeld. De verwachtingen van de instructeurs waren dus bepalend voor de prestaties van de soldaten, waarmee het pygmalion-effect werd aangetoond.

## Mechanismen
Om te verklaren hoe het pygmalion-effect precies in zijn werk gaat, is een model opgesteld dat het mogelijke mechanisme achter het effect vormt. Dit model bestaat uit zes fases:
1. De leraar vormt aparte verwachtingen voor iedere leerling
2. De leraar begint de leerlingen verschillend te behandelen op basis van zijn of haar verwachting
3. De leerlingen reageren anders op de leraar door de andere behandeling
4. De leerling vertoont gedrag dat de verwachting van de leraar versterkt
5. De academische prestaties van leerlingen gaan vooruit of achteruit in de richting van de verwachtingen van de leraar. Leerlingen gaan dus langzaam presteren naar wat er van ze verwacht wordt, waardoor de verwachting bevestigd wordt.
6. Deze vooruitgang of achteruitgang van prestaties is terug te zien op testen of toetsen.

Zoals hierboven genoemd, gaan leraren leerlingen verschillend behandelen door hun verwachtingen. Leraren kunnen hun verwachtingen van leerlingen op verschillende manieren tot uiting brengen. Deze manieren kunnen worden verdeeld in vier groepen gedragingen:
1. ‘Klimaat’, wat staat voor het sociaal-emotionele klimaat dat leraren scheppen. Dit klimaat is vaak warmer voor kinderen van wie meer wordt verwacht. Voorbeelden van gedragingen in deze groep zijn glimlachen, knikken, meer oogcontact.
2. ‘Feedback’. Leraren hebben de neiging om kinderen van wie ze veel verwachten meer te belonen (met name verbaal). Bij een fout krijgen deze kinderen vervolgens meer en specifiekere feedback.
3. ‘Input’. Kinderen van wie de verwachtingen hoger liggen, krijgen vaak meer en moeilijker materiaal.
4. ‘Output’. Leerlingen van wie meer wordt verwacht, krijgen vaker de beurt in de klas.

Deze gedragingen verschillen dus voor leerlingen van wie de verwachtingen hoog of juist laag en zorgen ervoor dat leerlingen anders op de leraar reageren.